# Бернс, Аарон
Аарон Бернс (англ. Aaron Burns; 29 мая 1992, Банбридж, Даун) — североирландский футболист, левый полузащитник, игрок «Колрейна».

## Карьера

### Ранние годы
Аарон начал заниматься футболом в 7 лет вместе со своим братом-близнецом Эндрю в юношеской команде клуба «Банбридж Таун». Когда братьям было по 16 лет, они заключили профессиональные контракты с английским клубом «Лестер Сити», но вскоре вернулись в Северную Ирландию, присоединившись к столичному «Линфилду». Оба брата — левши, оба играют на левом фланге (Аарон — в полузащите, Эндрю — в защите), однако Аарон — «левоногий» футболист, а Эндрю — «правоногий».

### В клубах
Аарон дебютировал за взрослую команду клуба 13 декабря 2008 года в гостевом матче чемпионата против «Колрейна», выйдя на замену в конце встречи, закончившейся победой гостей (4:1). Оформив с «синими» три «золотых дубля», в августе отказался подписывать новый контракт с клубом и остался на полгода вне профессионального футбола.
10 января 2013 года заключил любительский контракт с «Портадауном», за который выступал до конца сезона 2012/13.
С сезона 2013/14 вновь выступает за «Линфилд». По итогам сезона 2014/15 с 17 голами стал лучшим бомбардиром команды в чемпионате, а также был признан лучим игроком клуба в сезоне.
По итогам сентября 2016 года он был признан лучшим игроком лиги по версии журналистов

### В сборной
Сыграл во всех трёх матчах юношеской сборной Северной Ирландии в рамках её неудачного отбора на Евро-2009 для игроков не старше 17 лет. 9 сентября 2014 года дебютировал в составе молодёжной сборной Северной Ирландии (до 21 года), выйдя на замену в отборочном матче к Евро-2015 против Сербии (1:4), но больше к играм за сборные не привлекался.

## Вне поля
Братья имеют собственную Футбольную школу Бернсов, которая сотрудничает с академиями «Линфилда» и «Портадауна». Аарон получает учёную степень в Университете Ольстера в области спортивных наук.

## Достижения

### Командные
Как игрока «Линфилда»:
- Чемпионат Северной Ирландии:
  - Чемпион: 2009/10, 2010/11, 2011/12, 2016/17
  - Второе место: 2008/09, 2013/14, 2014/15, 2015/16
- Кубок Северной Ирландии:
  - Победитель: 2009/10, 2010/11, 2011/12, 2016/17
  - Финалист: 2015/16
- Кубок графства Антрим:
  - Победитель: 2013/14, 2016/17
  - Финалист: 2009/10, 2010/11, 2015/16

### Личные
Как игрока «Линфилда»:
- Чемпионат Северной Ирландии:
  - Игрок месяца по версии футбольных журналистов Северной Ирландии: сентябрь 2016
- Игрок года в клубе по версии сайта LinfieldFC.com: 2014/15